# Le Juge (film, 1960)
Pour les articles homonymes, voir Le Juge.
Pour plus de détails, voir Fiche technique et Distribution.
Le Juge (Domaren) est un film suédois réalisé par Alf Sjöberg, sorti en 1960.

## Synopsis
Krister et sa fiancée Brita reviennent de vacances en Italie. Il découvre que l'héritage de son père a disparu et elle lance une action en justice.

## Fiche technique
- Titre : Le Juge
- Titre original : Domaren
- Réalisation : Alf Sjöberg
- Scénario : Vilhelm Moberg et Alf Sjöberg d'après la pièce de théâtre de Vilhelm Moberg
- Musique : Torbjörn Lundquist
- Photographie : Sven Nykvist
- Montage : Lennart Wallén
- Production : Rune Waldekranz
- Société de production : Sandrews
- Pays de production :  Suède
- Genre : Drame
- Durée : 112 minutes
- Date de sortie : 
  - Suède : 14 octobre 1960

## Distribution
- Ingrid Thulin : Brita Randel
- Gunnar Hellström : Albert Arnold, l'avocat
- Per Myrberg : Krister Langton
- Georg Rydeberg : Edvard Cunning, le juge
- Naïma Wifstrand : Mme Wangendorff
- Ulf Palme : le psychiatre
- Åke Lindström : Lanner
- Elof Ahrle : Thorvald

## Distinctions
Le film a été présenté en sélection officielle en compétition au Festival de Cannes 1961.